# 26. Armee (Rote Armee)
Die 26. Armee (russisch 26-я армия) war im Zweiten Weltkrieg ein Großverband der Roten Armee an der Ostfront, welcher viermal neu aufgestellt wurde.

## Geschichte

### 1. Formation
Die 26. Armee wurde im Juli 1940 im Sondermilitärbezirk Kiew (später Südwestfront) aufgestellt.
Nach dem Beginn des Unternehmen Barbarossa nahmen die Schützen-Einheiten der Armee ab 22. Juni 1941 an der Grenzschlacht in Galizien teil, unterstellt waren:
8. Schützenkorps, Generalmajor Michail G. Schegow
- 99. Gebirgs-Schützendivision, Oberst Nikolai Iwanowitsch Dementjew
- 173. Schützendivision, Generalmajor Sergei Wladimirowitsch Verschin
- 72. Gebirgs-Schützendivision, Generalmajor Pawel Jwljanowitsch Abramidze

8. Mechanisiertes Korps, Generalmajor Dmitri Iwanowitsch Rjabyschew
- 12. Panzer-Division, Generalmajor Timofaj A. Mischanin
- 34. Panzer-Division, Oberst I. W. Wasiljew
- 7. motorisierte Schützendivision, Oberst A. G. Gerasimow

8. befestigter Raum
Das 8. Schützenkorps deckte die Stellungen am San-Abschnitt und musste Przemysl gegen Angriffe des deutschen LII. Armeekorps räumen. Das 8. Mechanische Korps wurde bereits in den ersten Kriegstagen an die 5. Armee überstellt und bei Gegenangriffen im Raum Rowno dezimiert. Die Armee führte nach dem Zusammenbruch der Nachbararmeen (12. und 6. Armee) gegenüber dem deutschen IV. Armeekorps schwere Rückzugskämpfe über Tarnopol in den Raum östlich von Proskurov in allgemeiner Richtung auf Winniza. Die Armee führte nach der Übernahme des 6. Schützenkorps (Generalmajor I. I. Alexejew mit der 41. und 159. Schützendivision) und 64. Schützenkorps (Generalmajor A. D. Kuleschow mit der 175. und 165. Schützendivision) sowie dem Eintreffen des 24. mechanisierten Korps (Generalmajor W. I. Tschistjakow) zwischen 19. und 26. Juli aus dem Raum Belaja Zerkow und Fastow zwei starke Gegenangriffe gegen das deutsche XIV. Armeekorps (mot.) durch. Gleichzeitig startete die 199. Schützendivision zusammen mit dem das 5. Kavalleriekorps eine Offensive an der linken Flanke der 26. Armee und umging die Stadt Taraschcha von Norden und Süden. Der Vormarsch der deutschen Panzergruppe 1 konnte nicht getoppt werden, danach wurden die dezimierten Truppen auf die Nahbararmeen der Südwestfront übertragen.
Während der Verteidigungsoperation in Kiew (7. Juli – 26. September 1941) wurde das Armeeoberkommando mit neu zugeteilten Einheiten südlich von Kiew an der Dnjeprlinie zwischen Tripolje, Kanew und Solotonoscha gegenüber dem deutschen Höh. Kom. XXXIV. konzentriert. Dabei waren der Armee neben der 7. motorisierten Division die 126., 159., 165., 196., 227., 264. und 289. Schützendivision unterstellt. Darüber hinaus befanden sich im Hinterland vier weitere Divisionen (7. mot., 41., 301., 199. Schützendivision). Eine weitere Division, die 304., die noch zugeführt werden sollte, befand sich in der Aufstellung, stand der Front zur Verfügung – wurde aber der 38. Armee zugeteilt.
Ende August 1941 wurden die neu zugeteilten Truppen der Armee auf das rechte Ufer des Dnjepr abgezogen, wo sie im Gebiet südlich von Kiew Verteidigungskämpfe führten. Mehrere Gegenangriffe auf die Panzergruppe 1 verzögerten den deutschen Vormarsch südlich von Kiew. Mitte September war die 26. Armee in den Befestigten Raum Kiew (Befehlsbereich der 37. Armee) zurückgedrängt und durch Truppen der deutschen 6. Armee eingeschlossen worden. Am 25. September wurde das Oberkommando der Armee aufgelöst und ihre aus der Einkreisung entkommenden Truppen an andere Einheiten der Südwestfront aufgeteilt.

### 2. Formation
Die 26. Armee der 2. Formation wurde am 10. Oktober 1941 auf der Grundlage der Anweisung des Obersten Kommandozentrums vom 9. Oktober im Moskauer Militärbezirk auf der Grundlage des 1. Garde-Schützenkorps (General D. D. Leljuschenko) gebildet, das direkt dem Hauptquartier des Obersten Kommandos unterstellt ist. Die neue Formation bestand aus der 6. Garde-Schützen- und der 41. Kavallerie-Division, dem 5. Luftlandekorps, der 4. Panzerbrigade und anderen Einheiten. Die Armee trat bei den Verteidigungskämpfen zwischen Orjol und Tula noch ohne die vollständig geplante Truppenzahl in schwere Verteidigungskämpfe gegen die deutsche Panzergruppe 2 ein. Während der heftigen Kämpfe in der Region Mzensk erlitten die Armeetruppen schwere Verluste. Am 25. Oktober wurde das Kommando der 26. Armee wieder aufgelöst und ihre Einheiten der 50. Armee der Brjansk-Front angeschlossen.

### 3. Formation
Eine neue – dritte – Formation der 26. Armee wurde am 30. Oktober 1941 auf der Grundlage der Richtlinie des Obersten Kommandozentrums vom 24. Oktober im Militärbezirk Wolga unter direkter Unterordnung der Stawka gebildet. Anfang Dezember umfasste die Armee:
- 264., 327., 329., 344. Schützendivision
- 73. und 74. Kavallerie-Division
- 53. Schützenbrigade, 704. Bataillon

Am 18. Dezember wurde die Armee der Wolchow-Front überstellt, das Oberkommando wurde bereits am 25. Dezember zur Bildung der 2. Stoßarmee an derselben Front umorganisiert.

### 4. Formation
Die 4. Formation der 26. Armee wurde am 4. April 1942 auf der Grundlage der Anweisung der Stawka vom 27. März als Teil der Karelischen Front auf der Grundlage des Führungskommandos der dort eingesetzten Einsatzgruppe Kemski aufgestellt.
- Sie bestand aus der 23. Garde-, der 27., 54., 152., 186. und 263. Schützen-Division, sowie der 67. und 80. Marine-Brigade und anderen Einheiten.

Seit April 1942 hielten die Truppen dieser Armee die Verteidigungslinien an der Linie Kesteng, Uchta und Rebolsk.
Nach der Niederlage der finnischen Truppen in der Wyborger (10.–20. Juni 1944) und Swir-Petrosawodsker Operation (21. Juni – 8. August 1944) marschierten die Armeetruppen Ende September an der sowjetisch-finnischen Grenze über Kesteng und Uchta vor. Bis zum Abschluss der Petsamo-Kirkenes-Operation (7.–29. Oktober 1944) durch die Truppen der Karelischen Front und der Streitkräfte der Nordflotte verteidigten Truppen die sowjetische Staatsgrenze mit Finnland auf der Linie östlich von Kemijärvi – Jehrinavar. Am 15. November 1944 wurde die Armee in die Reserve des Hauptquartiers des Obersten Kommandos zurückgezogen.

### 1945
Am 28. Januar 1945 wurde die 26. Armee an die 3. Ukrainische Front übertragen, neben dem 30. und 133. Schützenkorps waren auch das 18. Panzerkorps zugeteilt.
Ende Januar 1945 bis in der erste Februarhälfte nahmen die Armeetruppen an der Budapester Offensive (29. Oktober 1944 – 13. Februar 1945) teil und konnten dabei aus den Raum südlich von Budapest bis zur Donau durchbrechen. Während der Verteidigungsoperation am Balaton (6.–15. März) fügten die Armeetruppen in Zusammenarbeit mit er 4. Gardearmee, der 27. und 57. Armee der angreifenden deutschen Angriffsgruppe (6. Armee) große Verluste zu und stoppte den feindlichen Angriff im Raum südöstlich des Plattensees.
Dann nahmen die Truppen der 26. Armee an der Wiener Operation (16. März bis 15. April) teil, bei der die deutsche 6. SS-Panzerarmee nach Nordosten zurückgedrängt wurde. Als sich der Vormarsch der Armee dann in Richtung auf Veszprém und Szombathely entwickelte, deckte man die Aktionen der Hauptgruppe der 3. Ukrainischen Front bei der Eroberung Wiens von Süden gegen die Armeegruppe Balck. Die 26. Armee hatten ihren Aufmarsch vor der Staatsgrenze am 4. April vollzogen und traten zum Großangriff auf den Bezirk Oberwart an. Das 30. Schützenkorps griff die geschwächten Verbände der deutschen Divisionsgruppe Krause an und erzielte gegen Mittag einen operativen Durchbruch. Noch am gleichen Tag fielen Großpetersdorf und der Bezirksvorort Oberwart in die Hände der Roten Armee. Das 30. Schützenkorps nahm Pinkafeld in den Abendstunden des 5. Aprils kampflos ein, am 6. April wurde Friedberg eingenommen. Danach drehte ein Teil der sowjetischen Verbände nach Westen ein, um die deutsche 6. Armee zu überflügeln und sie in ihrer tiefen Flanke zu bedrohen. Die nächste deutsche Verteidigungslinie hatte sich in der Zwischenzeit notdürftig im Lafnitztal gebildet. Nach der deutschen Kapitulation wurde die 26. Armee im August 1945 aufgelöst.
Armeegliederung April 1945
135. Schützenkorps, Generalmajor Pjotr Wissarionowitsch Gnedin
- 74., 151. und 155. Schützendivision

30. Schützenkorps, Generalmajor Grigori Semjonowitsch Lazko
- 36., 74. und 68. Gardeschützendivision

104. Schützenkorps, Generalmajor Michail Sergejewitsch Filipowski
- 66. Garde-, 93. und 233. Schützendivision

## Unterordnung
- Südwestfront, 22. Juni – 25. September 1941
- Wolchow-Front, 18. – 25. Dezember 1941
- Karelische Front, 4. April 1942 – 15. November 1944
- 3. Ukrainische Front, 28. Januar – 14. Juni 1945

## Führung
Oberbefehlshaber
- Generalleutnant Fjodor Jakowlewitsch Kostenko, 22. Juni – 20. September 1941
- Generalmajor Alexei Wassiljewitsch Kurkin, 10. Oktober 1941
- Generalleutnant Grigori Grigorjewitsch Sokolow, Oktober 1941 – 25. Dezember 1941
- Generalmajor Nikolai Nikolajewitsch Nikischin, 28. März 1942 – 17. Mai 1943
- Generalmajor Lew Solomonowitsch Skwirski, 17. Mai 1943 – 16. Januar 1945
- Generalleutnant Nikolai Alexandrowitsch Gagen, 16. Januar – 9. Mai 1945

Generalstabschef
- Oberst J. S. Warennikow (1940 – September 1941)
- General G. G. Sokolow (10. Oktober bis Dezember 1941)
- Oberst M. I. Malitzki (März bis August 1942)
- Generalmajor G. K. Koslow (August 1942 – Mai 1943)
- Oberst I. V. Zhaschkow (Mai 1943 – Juni 1944)
- Generalmajor M. A. Golowinchin (Juni 1944 – März 1945)
- Generalmajor B. A. Fomin  (1945 – Mai 1945)

Mitglied des Kriegsrats
- Brigadekommissar A. I. Michailow (Oktober bis Dezember 1941)
- Generalmajor W. A. Vizschilin (Oktober bis Dezember 1941)
- Brigadekommissar D. Kolesnikow (März bis September 1941)
- Divisionskommissar P. K. Batrakow (März bis November 1942)
- Brigadekommissar/Generalmajor W. I. Druschinin (November 1942 – Mai 1945)